# Fred Grim
Fred Grim, właśc. Johann Georg Friedrich Grim (ur. 17 sierpnia 1965 w Amsterdamie) – holenderski trener i piłkarz, który występował na pozycji bramkarza.

## Kariera
Piłkarską karierę rozpoczął w 1986 w Ajaxie Amsterdam. Już po pół roku gry w stołecznym klubie przeniósł się do SC Cambuur, z którym zdobył mistrzostwo kraju. Po 272 występach w bramce Cambuuru, w 1994 powrócił do Amsterdamu. Przez 5 lat był zaledwie zmiennikiem Edwin van der Sara, gdy ten w 1999 przeniósł się do Juventusu, wówczas Grim miał pewne miejsce w drużynie. Zagrał tam jeszcze przez trzy sezony i zakończył karierę.
Po zakończeniu kariery, przez pewien czas był trenerem bramkarzy w Ajaxie. Później pracował jako asystent trenera Sparty Rotterdam. W latach 2012–2015 był trenerem Almere City, a w latach 2015–2016 trenował reprezentację Holandii do lat 21. W 2016 został asystentem selekcjonera reprezentacji Holandii, natomiast w 2017 został tymczasowym selekcjonerem tej reprezentacji.